# هونیتیتسه
هونیتیتسه (به چکی: Honětice) یک منطقهٔ مسکونی در جمهوری چک است که در ناحیه کرومیریژ واقع شده‌است. هونیتیتسه ۳٫۶۸ کیلومتر مربع مساحت و ۶۷ نفر جمعیت دارد و ۲۶۵ متر بالاتر از سطح دریا واقع شده‌است.